# Orthocladius brevipennis
Orthocladius brevipennis är en tvåvingeart som beskrevs av Chaudhuri och Soumyendra Nath Ghosh 1982. Orthocladius brevipennis ingår i släktet Orthocladius och familjen fjädermyggor. Inga underarter finns listade i Catalogue of Life.